# Sani Abacha

Handtekening van Sani Abacha

Sani Abacha (Kano, 20 september 1943 – Abuja, 8 juni 1998) was een Nigeriaans militair en politicus, behorend tot de Kanuri. Hij was president en dictator van Nigeria van 1993 tot 1998.

## Levensloop

### Militair
Hij volgde een militaire opleiding in Nigeria en Groot-Brittannië en maakte carrière in het Nigeriaanse leger. Abacha nam in 1963 dienst in het leger en klom tijdens de Biafra-oorlog (1967-1970) op tot bataljonscommandant. Die oorlog, die ruim een miljoen mensen het leven kostte, tekende hem en zijn collega-officieren voor het leven. Nationale eenheid en stabiliteit werden hun bijna obsessief beleden idealen: Nigeria, een land met 250 verschillende volkeren en stammen, moest en zou een eenheidsstaat blijven.
In 1983 was Abacha betrokken bij het ten val brengen van de regering Shehu Shagari en in 1985 hielp hij majoor-generaal Ibrahim Babangida aan de macht, tijdens wiens regering hij in 1991 stafchef van het leger en minister van Defensie werd, al trad hij zelden of nooit in de openbaarheid. In november 1993 greep hij zelf de macht.
Op 12 juni 1993 ontstond een politieke crisis toen de presidentsverkiezingen werden geannuleerd. De zelfverklaarde winnaar, Moshood Abiola, was onaanvaardbaar voor de legerleiding. Babangida hield, mede onder Amerikaanse druk, vast aan zijn voorgenomen aftreden en droeg op 26 augustus 1993 de macht over aan premier en interim-president Ernest Shonekan. Abacha ging vervolgens snel over tot zuiveringen in de legertop om zich te ontdoen van aanhangers van Babangida, wat leidde tot spanningen in het leger. Hij stuurde zeventien hoge officieren met pensioen en benoemde relatief jonge officieren in de defensiestaf en het leger.

### Machtsgreep
Abacha greep op 17 november 1993 zelf de macht door de interim-regering naar huis te sturen na het opstappen van Shonekan. Hij ontpopte zich als een meedogenloos heerser, die zijn tegenstanders gevangen liet zetten of uit de weg liet ruimen. Eind november probeerde hij de oppositie de wind uit de zeilen te nemen door een kabinet te benoemen met politieke veteranen en tegenstanders van militaire regeringen. Daarin zaten zelfs voorstanders van Abiola. 
Het binnenlandse verzet tegen Abacha nam gaandeweg toe. Op 15 juli 1994 sloten bankemployés, metaalarbeiders en taxichauffeurs zich aan bij de stakers die probeerden zijn militaire regering omver te werpen door de economie lam te leggen. Zelfs een groep moslimleiders betuigde haar steun aan de poging om Abacha uit het zadel te wippen. Abacha stortte Nigeria in een crisis door Abiola, de gedoodverfde winnaar van de in 1993 gehouden verkiezingen, gevangen te zetten. De oppositieleider werd door het regime beschuldigd van hoogverraad, nadat hij zich in juni ter gelegenheid van de eerste verjaardag van zijn verkiezingszege tot president had uitgeroepen.
De Nigeriaanse schrijver-in-ballingschap Wole Soyinka typeerde het bewind van de generaal als “een dictatuur uit het stenen tijdperk”. Abacha regeerde Nigeria, met 104 miljoen mensen het volkrijkste land van Afrika, als een absoluut monarch en beschouwde zichzelf als een gezondene Gods, die zijn etnisch en religieus diep verdeelde land moest behoeden voor chaos en desintegratie.
Op 27 juli braken in verschillende wijken van de hoofdstad Lagos rellen uit, toen duizenden jongeren de straat opgingen om te protesteren tegen de militaire dictatuur van Abacha. Elders in de stad namen ongeveer vierduizend mensen deel aan een vreedzame mars om de vrijlating te bepleiten van Abiola. De Amerikaanse zwarte leider Jesse Jackson pleitte tijdens een werkbezoek aan Nigeria bij Abacha voor een spoedige terugkeer van de democratie. Het regime zei 'stapsgewijs' terug te willen keren naar de democratie.
Zo hoog liep de crisis op dat zelfs de territoriale eenheid van Nigeria ter discussie werd gesteld. Sommige Yoruba's, de etnische groep waarvan Abiola deel uitmaakt, spraken openlijk over afscheiding. Om te waarschuwen voor de gevaren van het separatisme besteedde de staatstelevisie opvallend veel aandacht aan de Rwandese genocide. 
Op 17 augustus dreef Abacha de politieke crisis verder op de spits door de leiders van de vakbonden die al zes weken lang staken tegen de regering "met onmiddellijke ingang" vervangen door regeringsgezinde bestuurders. In een toespraak voor radio en televisie noemde Abacha de staking in de olie- en gasindustrie "illegaal" en een "systematische verwoesting van de economie". De export van de brandstoffen is van levensbelang voor de inkomsten van het land.
In september 1994 trok Abacha nog meer macht naar zich toe na de mislukte staking tegen zijn bewind. Hij vaardigde enkele decreten uit. Volgens een daarvan konden mensen voortaan drie maanden zonder enige aanklacht of vorm van proces worden vastgehouden. Abacha verbood ook drie kranten en een tijdschriftengroep, waaronder The Guardian of Lagos, de meest gerespecteerde krant van het land.
Een militaire rechtbank veroordeelde op 14 juli 1995 veertig mensen wegens hun vermeende aandeel in een mislukte staatsgreep, die in maart een einde had moeten maken aan het bewind van Abacha. Onder de veroordeelden waren zowel militairen als burgers. Ex-president Olusegun Obasanjo werd veroordeeld tot 25 jaar cel. Het geheime proces werd zwaar bekritiseerd door buitenlandse regeringen en mensenrechtengroeperingen. Acht verdachten zijn vrijgelaten.
Ongevoelig voor internationale protesten, smeekbeden en dreigementen liet Abacha op 10 november 1995 de mensenrechtenactivist Ken Saro-Wiwa en acht medestanders opknopen na een schijnproces. De internationale gemeenschap vaardigde daarop sancties uit tegen Nigeria, waaronder de onmiddellijke schorsing van Nigeria als lid van het Gemenebest van Naties.

### Overlijden
In 1998 stierf Abacha onverwachts op de leeftijd van 54 jaar aan een hartaanval. “Hopelijk baant de dood van generaal Abacha voor Nigeria de weg naar democratie,” zei de Britse minister van Buitenlandse Zaken, Robin Cook, namens het voorzitterschap van de Europese Unie. "De heren hadden niet duidelijker kunnen maken dat Abacha, de krachtpatser van Nigeria, in Westerse hoofdsteden niet alleen werd beschouwd als een sta-in-de-weg voor lotsverbetering van het Nigeriaanse volk, maar evengoed als een bron van verlegenheid voor henzelf, omdat ze nooit een vuist hebben gemaakt tegen dit ongewenste sujet", constateerde NRC Handelsblad.
Abacha was al geruime tijd ziek, zo bleek later, en leefde de laatste jaren teruggetrokken in zijn presidentiële villa Aso Rock, in de nieuwe federale hoofdstad Abuja. Hij vertrouwde niemand. Hij leed naar verluidt aan een ernstige leverkwaal als gevolg van uitbundig drankgebruik. Hij werd naar goed islamitisch gebruik nog dezelfde dag begraven in zijn geboortestad Kano, de grote moslimstad van het noorden. Hij werd opgevolgd door de tussenpresident Abdulsalam Abubakar, die verkiezingen liet uitschrijven.

## Illegale eigendommen
Van 2002 tot 2005 betaalde Zwitserland aan Nigeria een half miljard euro terug die door Abacha tijdens zijn bewind waren weggesluisd naar Zwitserse bankrekeningen.